# Ranto (Lhoksukon)
Ranto is een bestuurslaag in het regentschap Aceh Utara van de provincie Atjeh, Indonesië. Ranto telt 686 inwoners (volkstelling 2010).